# Esar-Hamate
Esar-Hamate (em acádio: Ešarra-ḫammat, que significa "Esarra é senhora") foi uma rainha do Império Neoassírio como a principal consorte de Assaradão (r. 681–669 a.C.). Esar-Hamate estava casada com Assaradão há mais de uma década quando se tornou rei, tendo se casado com ele em c. 695 a.C. Poucas fontes da vida de Esar-Hamate que a mencionam são conhecidas e, portanto, ela é conhecida principalmente a partir de fontes que datam após sua morte em fevereiro de 672 a.C., um evento que afetou profundamente Assaradão. Assaradão mandou construir um grande mausoléu para ela, incomum para enterros de rainhas assírias, e sua morte foi registrada nas crônicas babilônicas. Esar-Hamate pode ter sido a mãe dos filhos mais proeminentes de Assaradão, ou seja, a filha Seruaeterate e os filhos Assurbanípal e Samassumuquim.

## Vida
Esar-Hamate casou-se com Assaradão em c. 695 a.C. De acordo com a assirióloga austríaca britânica Gwendolyn Leick, Esar-Hamate pode ter sido de ascendência babilônica. Esar-Hamate é conhecida principalmente por documentos comemorativos e inscrições escritas após sua morte. Entre as poucas inscrições conhecidas escritas por Esar-Hamate (ou seja, escritas quando ela estava viva) está uma inscrição em uma pedra de olho marcando-a como sua propriedade.
O nome de Esar-Hamate traduzido literalmente significa "Esarra é senhora". Esarra era um templo, e na cosmologia mesopotâmica, o nome Esarra também era aplicado a uma localização cósmica celestial. O nome talvez seja melhor interpretado como "[Mulissu de] Esarra é senhora", referindo-se à deusa associada ao templo/reino. Traduções e interpretações alternativas incluem o nome apenas referindo-se ao próprio templo/reino, ou que deve ser lido "[Mulissu de] Esarra reúne [todos os poderes]" ou "[Em] Esarra, ela é senhora". Dado que nenhum outro indivíduo com o nome Esar-Hamate é conhecido, é possível que o nome tenha sido assumido pela futura rainha após seu casamento com Assaradão.
Esar-Hamate morreu, provavelmente com cerca de 40 anos, em fevereiro de 672 a.C. Ela é a única rainha conhecida de Assaradão. Embora Assaradão também tivesse apenas cerca de 40 anos e governasse por mais alguns anos, nenhuma rainha em exercício é conhecida pelas fontes após sua morte, e a posição está obviamente ausente das listas preservadas de funcionários dessa época. A morte de Esar-Hamate, que pouco antes havia sido precedida pela morte de um de seus filhos, afundou Assaradão em depressão, e ele não escolheu uma nova rainha. Em vez disso, algumas das responsabilidades e deveres da rainha foram atribuídas à mãe de Assaradão, Naquia. Embora existam dois relatos sobreviventes do funeral de Esar-Hamate e dos rituais realizados para ela, seu túmulo ainda não foi localizado. Este túmulo não era apenas um local simples, ou colocado dentro do palácio (como foi o caso de algumas rainhas anteriores); Assaradão tinha um grande mausoléu construído para Esar-Hamate e sua morte foi registrada nas crônicas babilônicas.
Sabe-se que Assaradão teve outras esposas além de Esar-Hamate, pois seus documentos de sucessão distinguem entre os filhos da "mãe de Assurbanípal" (Assurbanípal sendo seu filho e sucessor) e os outros filhos. Não se sabe ao certo quais entre os pelo menos 18 filhos de Assaradão também eram filhos de Esar-Hamate. É possível que os filhos mais proeminentes de Assaradão, a filha mais velha Seruaeterate e os filhos Assurbanípal e Samassumuquim, fossem filhos de Esar-Hamate. O funeral de Esar-Hamate foi um grande evento, no qual várias mulheres ilustres da corte e de outros lugares participaram, incluindo a "filha" e a "nora" de Esar-Hamate. Em 2013, o assiriólogo David Kertai assumiu a filha referenciada como Seruaeterate, e sugeriu que a nora poderia ser Libali-Sarrate, a esposa de Assurbanípal.
Em algum momento depois que Assurbanípal foi proclamado herdeiro de Assaradão mais tarde em 672 a.C., três meses após a morte de Esar-Hamate, o exorcista-chefe de Assaradão, Adad-sumu-usur, relatou ao rei que o fantasma de Esar-Hamate havia aparecido a Assurbanípal para confirmar seu status como herdeiro. Citando parcialmente as palavras de Assurbanípal, Adad-sumu-usur apresentou o seguinte relato:
| “ | "Assur e Samas me ordenaram para ser o príncipe herdeiro da Assíria por causa de sua justiça [de Esar-Hamate]". (E) seu fantasma o abençoa no mesmo grau em que ele reverencia o fantasma: "Que seus descendentes governem sobre a Assíria!" | ” |